# Changa (droga)

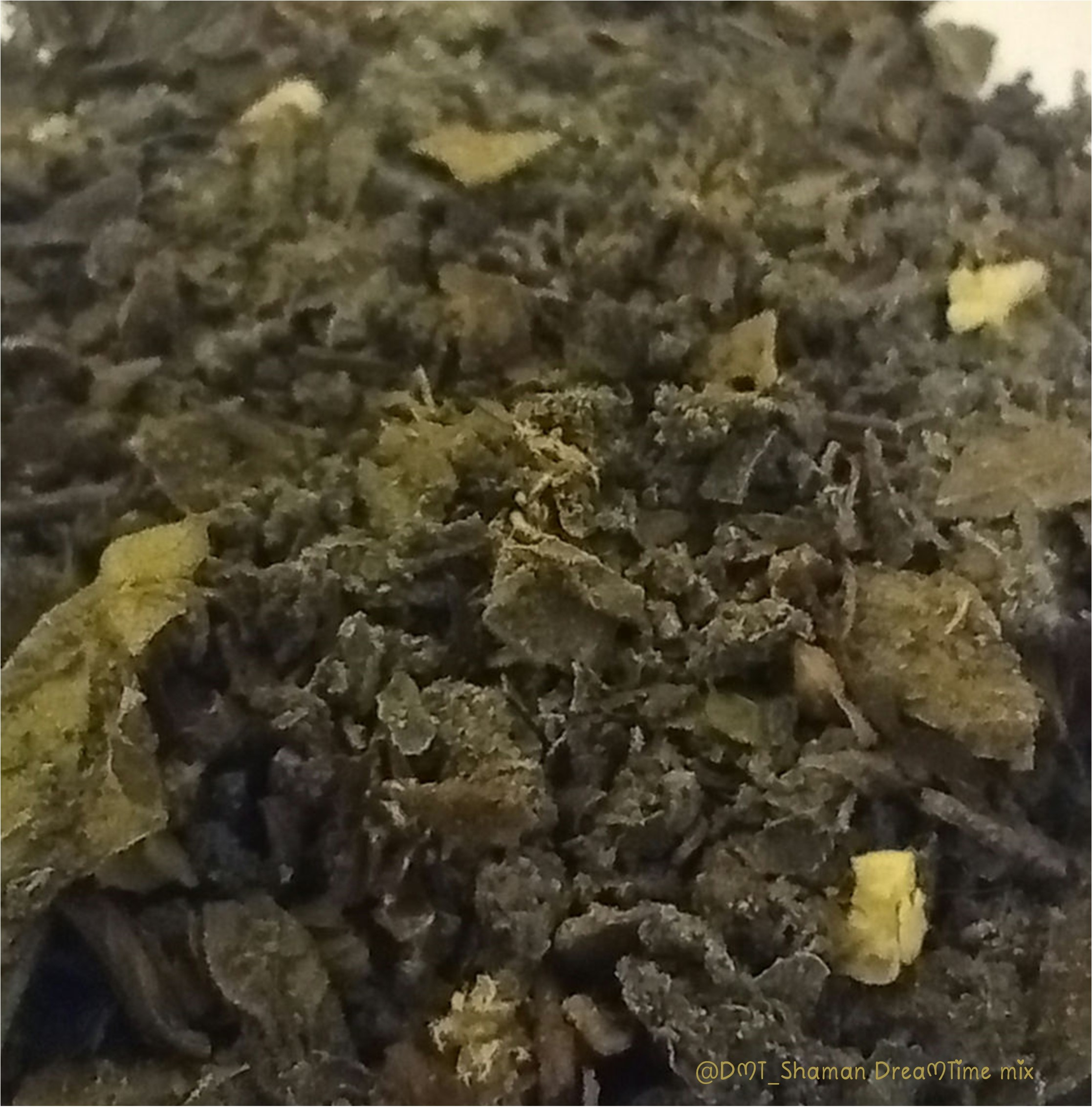
Una combinación de plantas psicoactivas que conforman el preparado con DMT changa

Changa o xanga hace referencia a una mezcla fumable diseñada en 2003 por Julian Palmer, cuya base son extractos de plantas que contienen dimetiltriptamina (DMT). El extracto o las partes de las plantas que contienen DMT luego se combinan con plantas que contienen beta-carbolinas —usualmente la enredadera Banisteriopsis caapi— con propiedades inhibidoras de la enzima monoamino oxidasa (IMAO): harmalina, harmina, harmalol, tetrahidroharmina y harmol, y de manera opcional con partes de especies de plantas aromáticas como Mentha × piperita (menta negra) o Verbascum thapsus (verbasco o gordolobo).
La mezcla se fuma en pipa o como cigarrillo. La mezcla se arma por lo general utilizando el "método sándwich", que ubica las plantas que contienen DMT entre las otras plantas para evitar la pérdida de ingesta por la vaporización producida por la quema directa de la sustancia. Los efectos pueden durar de 15 a 30 minutos.

## Historia
El nombre changa fue otorgado en 2003 por el australiano Julian Palmer para denominar a esta alternativa a fumar o vaporizar cristales de DMT. Originalmente, la preparación de changa combinaba Acacia obtusifolia (como fuente de DMT) y Banisteriopsis caapi (como fuente de IMAO). Según Palmer, recibió el nombre cuando lo pidió durante una sesión de ayahuasca.
Se ha indicado que la presentación internacional de la changa tiene su origen en la edición 2008 del Boom Festival en Idanha-a-Nova, Portugal. Durante un taller organizado por Erowid, se le preguntó a la audiencia si alguien había oído hablar de la sustancia. A partir de esa consulta un asistente del taller proporcionó a todos los presentes información. Se reportó el consumo de la sustancia en ese festival y de ahí en adelante se posicionó en el mundo de la electrónica psicodélica distribuyéndose en festivales en Croacia y el Reino Unido.

## Combinaciones
Dentro de las plantas utilizadas en las preparaciones de changa se encuentran, de acuerdo a los alcaloides requeridos:
- IMAO: Peganum harmala (ruda siria),[15] Banisteriopsis caapi (ayahuasca),[16]Passiflora incarnata (flor de la pasión)[12]

NB-DMT

- NB-DMTDMT: Mimosa tenuiflora (jurema preta), Acacia maidenii (zarzo doncella), Acacia obtusifolia (nombre común en inglés: stiff-leaf wattle),[17]Acacia acuminata (nombre común en inglés: mangart o jam),[12]Acacia confusa[5]y NB-DMT.

Según una fuente, la composición en peso generalmente tiene un 20% de DMT, procedente de Acacia obtusifolia o A. acuminata. Este extracto se deposita en una mezcla para fumar que normalmente contiene un 60 % de Banisteriopsis caapi, Passiflora incarnata, Verbascum thapsus y Mentha × piperita. El 40% restante normalmente contiene Calendula officinalis, Justicia pectoralis, Nymphaea nouchali var. caerulea (u otro lirio), y Turnera diffusa.

## Contraindicaciones
La changa, al contener DMT, está contraindicada en niños, mujeres embarazadas, mujeres lactantes, personas con ciertas condiciones psicológicas como el trastorno límite de la personalidad (borderline), trastornos disociativos y otras enfermedades donde se puede manifestar la psicosis.
También, está contraindicada para personas que se encuentran tomando MDMA o inhibidores selectivos de la recaptación de serotonina (ISRS) ya que el exceso de serotonina en el cuerpo les provocaría el síndrome serotoninérgico, que en algunos casos puede ser mortal.

### Interacción con otras sustancias
Al contener DMT, se recomienda no consumir con la mayoría de antidepresivos de la familia de los inhibidores selectivos de la recaptación de la serotonina (IRSS), como: citalopram (Celexa), escitalopram (Lexapro), fluoxetina (Prozac), paroxetina (Paxil, Pexeva), sertralina (Zoloft). Tampoco se recomienda mezclar con otras sustancias psicodélicas (bufotenina), opioides (debido al riesgo de aparición de síndrome serotoninérgico, que puede ser mortal), con alcohol o estimulantes como la cocaína, la anfetamina y el MDMA.

## Nombres comunes
- Changa, xanga,[24] aussiewaska, aussiehuasca